# Цццт
«Цццт» (англ. Tsst) — 7-й эпизод 10-го сезона (№ 146) сериала «Южный Парк», премьера которого состоялась 3 мая 2006 года. Название «Цццт» — это имитация звука, издаваемого Сизаром, а затем и Лиэн, когда они щиплют шею Картмана, чтобы установить доминирование. Сюжет эпизода завязан на Эрике Картмане и его матери, а также шоу Dog Whisperer с Сизаром Милланом. Эпизод получил рейтинг TV-MA, автор сценария и режиссёр Трей Паркер. В этом эпизоде Лиэн не может больше контролировать сына, и решает обратиться за помощью к десяткам реалити-шоу, чтобы показать, что поведением Картмана всё-таки можно управлять.

## Сюжет
Лиэн Картман, маму Эрика, вызывают в школу, потому что тот приковал другого ученика за ногу к флагштоку, дал ему пилу и сказал, что отравил его из-за того что тот обозвал его жирным, а единственный способ добраться до противоядия — отпилить собственную ногу. Лиэн понимает, что она больше не контролирует своего сына, и просит помощи у Мистера Мэки. Сначала она нанимает няню из реалити-шоу «Няня спешит на помощь» (англ. Nanny 911). Няня отбирает у Картмана приставку с игрой, сажает его в наказание за плохое поведение на высокий стул и наклоняется, чтобы их глаза были на одном уровне, но Картман, которого затея с няней уже порядком разозлила, плюёт ей в открытый рот. Тогда няня прибегает к психологии и говорит с Картманом по душам. Но Эрик мастерски меняет тему разговора и выясняет, что няня выбрала эту работу, потому что любит детей, но слишком непривлекательна, поэтому собственных детей у неё нет. Няня выходит из себя и увольняется. Тогда Лиэн нанимает няню из шоу «Супер-пупер няня» (англ. Super Nanny), но через 3 дня та оказывается в психбольнице; сидя перед унитазом в своей палате, няня всхлипывает, ест собственные экскременты и причитает «Из ада, он из ада!». В конце концов миссис Картман нанимает Сизара Миллана, дрессировщика собак из шоу «Собачий психолог» (англ. The Dog Whisperer) канала «Animal Planet».
Миллан находит, что Картман — доминантный, агрессивный и страдает ожирением. Он учит Лиэн демонстрировать Картману своё лидерство. Миллан говорит, что собаки кусают друг друга за шею, чтобы продемонстрировать своё доминирующее положение, и с детьми это тоже работает. Миллан, а позже и Лиэн, щиплют шею Картмана двумя пальцами; это совсем не больно, но показывает, что они доминируют. Подобное обращение злит Картмана, и он убегает из дома. Эрик просит помощи сперва у друзей, потом у одноклассников, но никому нет дела до его проблем (а Крейг прямо заявляет, что ненавидит его). Картман, прожив на улице «целых 4 часа», решает вернуться домой. Тем временем Лиэн решила заняться её любимым хобби — японскими рисунками суми-э. Когда он возвращается, Лиэн продолжает воспитывать Картмана в соответствии с советами Миллана. Картман хочет позвонить в службу защиты детей, но в конце концов расслабляется, становится послушным и ведёт себя как собака (ходит с опущенной головой, бесцельно смотрит по сторонам, ест угощение с руки Лиэн). Он чистит зубы по команде матери, явно против собственной воли. Со временем он теряет 10 фунтов веса и начинает лучше учиться.
В глубине души Картман, однако, по-прежнему считает, что его мама слишком доминантна, и, когда её нет рядом, говорит о ней как о Гитлере и планирует её убийство. У него не выходит убедить своих друзей помочь, так что он решает действовать самостоятельно, даже сознавая, что будет главным подозреваемым. Ночью Эрик проникает в спальню Лиэн и пытается зарезать её, но в этот момент начинается борьба между его новой, хорошей половиной и его обычной, «демонической» натурой. После этого Эрик отключается и бросает нож.
Утром Лиэн находит нож, но видит, что Картман сам приготовил себе здоровый завтрак и занимается перед школой, чего он раньше никогда не делал. Тем временем Миллан заходит проверить их напоследок. Лиэн благодарит его и приглашает сходить вместе на «Мадам Баттерфляй». Но Сизар даёт ей понять, что она — просто клиент, его работа закончена и ему надо идти. Так Лиэн теряет своего единственного доминантного мужчину. У неё остается только Эрик, и она вновь начинает его баловать. В последней сцене они обнимаются, звучит главная тема из фильма «Предзнаменование» и Картман улыбается. Ясно, что теперь всё будет по-прежнему.

## Пародии
- В начале эпизода, когда Картман сидит у психолога, выясняется, что он приковал одноклассника наручниками к флагштоку, дал ему ножовку и сказал, что тот отравлен, а противоядие сможет добыть, только отпилив себе ногу. Возможно, это отсылка к фильму «Пила: Игра на выживание».

- Сцена, в которой Картман выходит в коридор и начинает менять внешний вид и биться об стены, — пародия на фильм Кена Рассела «Другие ипостаси». В фильме д-р Джессур (Уильям Хёрт) борется с «изменённым состоянием» своего физического бытия. В ходе этой борьбы он неоднократно бросается вперед и назад, между стенами коридора, а его физические формы изменяются. Оба, Картман и д-р Джессур, меняют временами свой обычный цвет кожи на что-то похожее на помехи телевизора, когда тот не принимает сигнал[1].

## Факты
- Эрик играет в игру на консоли Xbox 360. Такая же консоль есть у Стоуна и Паркера[2].

## Отзывы
- IGN оценил этот эпизод 8 из 10 баллов, отметив: «Этот эпизод не входит в те потрясающие эпизоды, которые начали сезон, но это было очень весёлое шоу, и оно показало Картмана с новой стороны, и что его можно, наконец, заставить подчиниться»[3]. TV Squad назвал эпизод неплохим и интересным[4].
- Сам Цезарь Миллан высоко оценил данную пародию на своём YouTube канале[5].